# Juri Dolgoruki

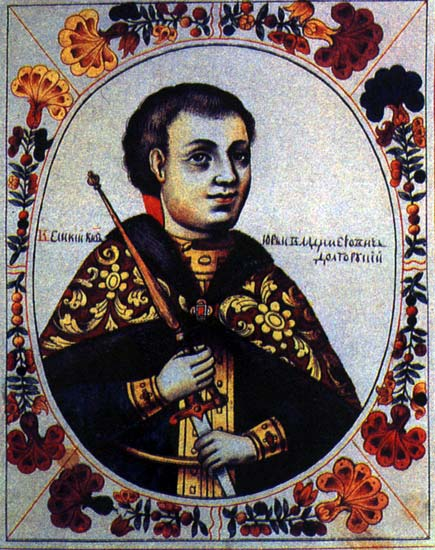
Juri Dolgoruki, Porträt aus dem Titularbuch der Zaren um 1672

Juri Wladimirowitsch Dolgoruki (altostslawisch Гюрги / Дюрги Володи́мирович, russisch Юрий Владимирович Долгорукий, ukrainisch Юрій Володимирович Долгорукий; * 1090; † 15. Mai 1157 in Kiew), aus dem Geschlecht der Rurikiden, Sohn Wladimir Monomachs, war Fürst von Rostow, Großfürst der Kiewer Rus und Gründer von Moskau. Sein Beiname Dolgoruki (der Langarmige) spiegelte seinen immensen Einfluss und den Kampf um den Kiewer Großfürstentitel wider, den er aus dem fernen Nordosten der Rus führte.

## Leben
Unter seine Herrschaft fällt eine Expansionsphase des Fürstentums Rostow-Susdal (später Wladimir-Susdal), indem es dem bis dahin dominanten Kiew endgültig den Rang als bedeutendstes russisches Fürstentum ablief. Zahlreiche, durch die westliche Romanik angeregte Kirchenbauten und Befestigungen entstanden auf seine Initiative. Außerdem verlegte Juri im Jahr 1125 den Fürstensitz von Rostow nach Susdal.
1149 bis 1151 und 1155 bis 1157 war er in einer Phase von Auseinandersetzungen innerhalb der Rurikiden-Dynastie auch Großfürst von Kiew. Die Stadt befand sich zu diesem Zeitpunkt allerdings bereits im Niedergang und hatte einen Teil ihrer Bedeutung vor allem an Nowgorod verloren. Juris Sohn Andrei Bogoljubski hatte offensichtlich kein Interesse an Kiew. Er behielt zwar den Großfürstentitel, konzentrierte seine Herrschaft ansonsten aber auf Wladimir und Susdal.

## Rezeption

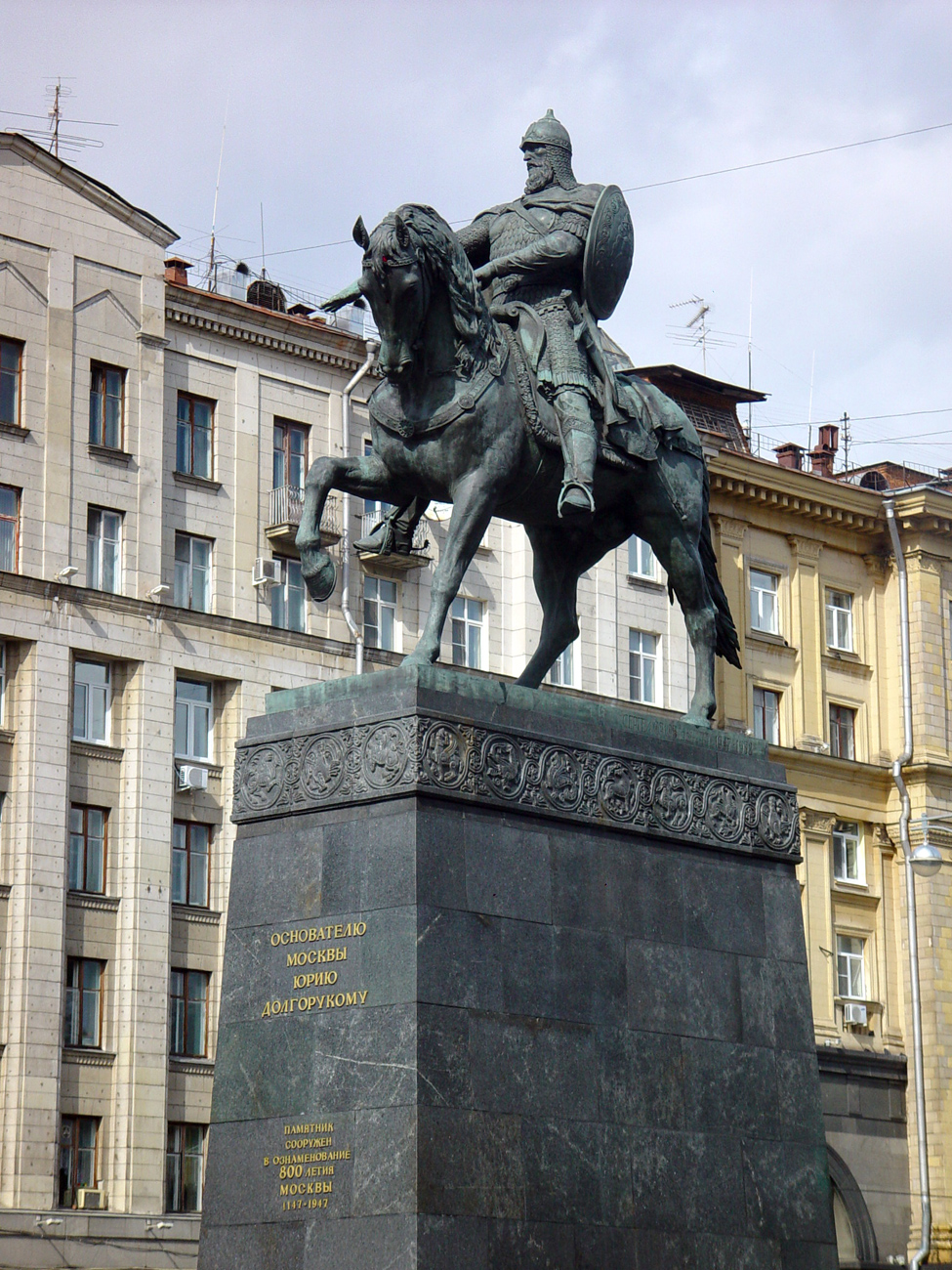
Dolgoruki-Denkmal in Moskau (1947)

Juri Dolgoruki gilt als Gründer Moskaus. Die erste Erwähnung der Stadt aus dem Jahr 1147 ist mit ihm verbunden. Im Jahr 1156 war die Festung Moskow am Rande seines Herrschaftsgebietes errichtet worden, daher wird dieses Jahr oft als Entstehungsdatum des Moskauer Kremls genannt. Zu den weiteren Städten, die mit Juri in Verbindung gebracht werden, gehören Kostroma, Dmitrow und Jurjew-Polski. Er trieb aktiv die slawische Kolonisierung der damaligen Region Salessje voran und lockte Siedler aus der Dnepr-Region mit großzügigen Privilegien in den Nordosten der Rus.

## Ehrungen
Nach Dolgoruki wurde das erste Atom-U-Boot der russischen Borei-Klasse benannt, welches im Jahr 2007 vom Stapel lief.